# Hollywoodska aleja slavnih
Hollywoodska aleja slavnih oz. Hollywoodski pločnik slavnih (angleško Hollywood Walk of Fame) je javni spomenik, ki se razteza preko 15 križišč vzdolž avenij Hollywood Boulevard in Vine Street v četrti Hollywood ameriškega mesta Los Angeles (Kalifornija), sestavlja pa ga skoraj 2.500 peterokrakih zvezd, vdelanih v tlakovce pločnikov na obeh straneh cestišča v dolžini 2,1 km.
Vsaka z medenino obrobljena tlakovana zvezda je spomenik dosežkom v zabavni industriji in nosi ime igralca, glasbenika, režiserja, producenta, glasbene oz. gledališke skupine ali kakšne druge javne osebnosti, nekatere pa celo imena izmišljenih likov. Poleg imena je v zvezdi upodobljen še simbol, ki ponazarja eno od petih kategorij zabavne industrije:
 Klasična filmska kamera: film
 Televizijski sprejemnik: televizija
 Gramofonska plošča: zvočni posnetki in glasba
 Radijski mikrofon: radio
 Komedija/tragedija: gledališče (dodana leta 1984)
Od 2.442 zvezd, ki so na pločniku slavnih na dan 2. junija 2011 je 47 % v kategoriji film, 24 % televizija, 17 % zvočni posnetki in glasba, 10 % radio in manj kot 2 % v kategoriji gledališče. Na leto v povprečju dodajo 20 novih.
Spomenik je začel nastajati leta 1953 na pobudo članov trgovinske zbornice Hollywooda. Komisija je izbrala 1.558 prejemnikov zvezde v štirih kategorijah. Leta 1958 se je pričela izgradnja, ki je vključevala prenovo pločnikov s tlakovci ogljeno črne barve in novo obcestno osvetlitev ter zasaditev dreves. Razširjeno zmotno prepričanje je, da je bila Joanne Woodward prva s svojo zvezdo na pločniku. V resnici se je začelo z 8 prejemniki, ki so jih izžrebali izmed prvih 1.558 in so bile njihove zvezde hkrati poskusno vgrajene v pločnik: poleg Joanne Woodward so bili to še Olive Borden, Ronald Colman, Louise Fazenda, Preston Foster, Burt Lancaster, Edward Sedgwick in Ernest Torrence. Prvi, ki je imel končano zvezdo trajno postavljeno na ogled, je bil režiser Stanley Kramer.
Trgovinska zbornica Hollywooda še vedno upravlja s spomenikom, vzdrževanje in izdelavo novih zvezd pa financirajo organizacije, ki nominirajo prejemnike, in sponzorji. Pločnik slavnih je danes ena najpomembnejših turističnih atrakcij v Hollywoodu, ki jo na leto obišče približno 10 milijonov ljudi. Izbor imen mnogi opisujejo kot »muhast« - vključeni so posamezniki, ki so doživeli samo kratkotrajno slavo v ZDA, številni zvezdniki svetovnega slovesa pa ne. Za to obstaja več razlogov: bodisi nominatorji niso poravnali stroškov (trenutno 30.000 USD), bodisi zvezdniki niso želeli vključitve (med vidnejšimi sta igralca Clint Eastwood in Julia Roberts), ali pa se niso utegnili udeležiti ceremonije ob postavitvi zvezde, kot so pravila (na primer glasbenik John Denver od izbora leta 1982 do njegove smrti 15 let kasneje). Nenazadnje pa so lahko vzrok za izpustitev zgolj pravila verjetnosti, saj komisija na leto prejme okrog 200 nominacij, izmed katerih je izbranih samo 10 % imen.

## Posebnosti
Nekatera imena nimajo neposredne povezave z zabavno industrijo in je komisija za njihovo vključitev nekoliko svobodneje interpretirala pravila. Najočitnejši takšen primer je posadka odprave Apollo 11, ki ima na pločniku kar štiri znake v obliki Lune, v vsakem pa so izpisana imena treh članov posadke - Neila Armstronga, Buzza Aldrina in Michaela Collinsa, tekst »APOLLO XI« in datum njihovega pristanka na Luni. Za izbor, ki so ga utemeljili s pomembnostjo televizijskega prenosa dogodka, naj bi bil odgovoren eden od takratnih članov komisije, ki je osebno poznal enega od astronavtov. Podobna primera sta košarkar Magic Johnson in boksar Muhammad Ali; slednji je tudi edini z zvezdo, vgrajeno navpično na steni stavbe ob pločniku, saj ni hotel, da bi ljudje hodili po njegovem imenu.
Poleg posameznikov, ki so zaznamovali hollywoodsko industrijo zabave, imajo svoje zvezde tudi nekateri priljubljeni izmišljeni liki, kot so Sneguljčica, Godzilla, Racman Jaka in Shrek, celo družina animirane serije Simpsonovi, pa tudi zabaviščni park Disneyland ter skupine, kot so ekshibicijska košarkarska ekipa Harlem Globetrotters. Tudi največjo skupino s svojo zvezdo sestavljajo izmišljena bitja: gre za Mančkine (The Munchkins) iz romana Čarovnik iz Oza oz. natančneje filma po tej zgodbi iz leta 1939, v katerem je ta bitja upodobilo več kot 100 ljudi.
Posameznik ima lahko več kot eno zvezdo. »Pojoči kavboj« Gene Autrey je edini z zvezdami v vseh petih kategorijah, v po štirih kategorijah pa jih imajo še Bob Hope, Mickey Rooney, Roy Rogers in Tony Martin.